# 위대한 선물
《위대한 선물》은 2011년 9월 11일에 SBS에서 방영된 추석 특집드라마이다.

## 등장 인물

### 주요 인물
- 한지혜 : 김하연 역
- 김동욱 : 구우람 역

### 그외 인물들
- 최하나 : 한경은 역
- 천영민 : 구승리 역
- 김동현 : 김정민 역
- 문희경 : 윤주희 역
- 류아벨 : 유미 역
- 권병길 : 교장 역
- 이종남 : 교감 역
- 문천식 : 담임 역
- 김혜선 : 형수 역
- 이주아